# باب واینستین
باب واینستین (انگلیسی: Bob Weinstein؛ زادهٔ ۱۸ اکتبر ۱۹۵۴) یک تهیه‌کننده اهل ایالات متحده آمریکا است.